# Tropidion breviusculum
Tropidion breviusculum là một loài bọ cánh cứng trong họ Cerambycidae.